# Wikariat apostolski Wientian
 Wikariat apostolski  Wientian – rzymskokatolicka diecezja w Laosie. Podlega bezpośrednio pod Stolicę Apostolską. Powstał w 1938 jako prefektura apostolska Wientian i Luang-Prabang. Pod obecną nazwą od 1963.

## Biskupi

### Prefekci apostolscy Wientian  i Luang-Prabang
- Giovanni Enrico Mazoyer OMI, 1938–1952

### Wikariusze apostolscy Wientian
- Etienne-Auguste-Germain Loosdregt OMI, 1952–1975
- Thomas Nantha, 1975–1984
- Jean Khamsé Vithavong OMI, 1984–2017
- kard. Louis-Marie Ling Mangkhanekhoun IVD (2017 - 2024)
- Anthony Adoun Hongsaphong (od 2025)